# Alfred Stevens (målare)
Alfred Stevens, född den 11 maj 1823 i Bryssel, död där den 24 augusti 1906, var en belgisk målare. Han var bror till Joseph Stevens.

## Biografi
Stevens var lärjunge till François-Joseph Navez i sin hemstad och sedan till Camille Roqueplan i Paris, där han var bosatt från 1852 till sin död. Han började ställa ut 1849, målade till en början kostymgenrer i Meissoniers anda: Borgare och bönder, Lönnmordet, Fettisdagsmorgon. Stevens övergick likväl snart till att välja motiv ur det samtida livet, till eleganta och behagfulla genrebilder, påverkade av samtida koloristiska strömningar och senare i någon mån även av japanska målares kompositionssätt. Han skildrar damen av värld – ibland även av halvvärld – i hennes lyxfulla och smakfulla miljö i en rad små målningar, genomförda med virtuositet och raffinemang i färgbehandling och penselföring. 
Stevens målningar har ytterst undantagsvis något berättande innehåll (som exempelvis fallet är med Tröst, en sorgklädd moder och dotter på besök hos en ljusklädd, ganska konventionellt deltagande dam, 1857, Ravenés galleri i Berlin). Oftast behandlar han sådana enkla motiv som en läsande eller tankfull dam, en dam, som ser sig i spegeln eller öppnar en dörr, ett par damer i samtal eller beskådande små konstsaker eller dylikt. "Tidens växlande modedräkt behandlar han med utsökt smak, damerna uppbära den med fulländadt behag, bli aldrig banala och se aldrig utspökade eller löjliga ut", skriver Georg Nordensvan i Nordisk familjebok. 
Det måleriska innehållet är alltid en huvudsak i Stevens verk. Hans målningar av senare datum är i viss mån påverkade av ljusmåleri och impressionism. Stevens är representerad i Bryssels moderna museum av Dam i rosa (1866), Ateljén (anses som hans mästerverk), Parissfinx, Salome, Änkan med flera, i Luxembourgmuseet av Passionerad sång och Återkomst från balen ("Damen i gult" kallad). Andra av hans mest karakteriserande målningar är Den japanska klänningen, Den japanska masken, Missräkning (från 1870-talets mitt). Han målade även porträtt, landskap (Vägen till Mentone, 1874, Bryssels museum), Parisstämningar (Seine, Hallarna, 1896) och utförde i samarbete med Henri Gervex den figurrika panoramat Århundradets historia (Paris, 1889). Stevens vann en mängd utmärkelser, fick hedersmedaljer i Paris, Wien, Amsterdam, Bryssel och Berlin och mottog ordnar från olika länder. Han utgav 1886 ett litet häfte Impressions sur la peinture, aforismer, som belyser hans konstnärliga strävan.

## Eftermäle
Asteroiden 13058 Alfredstevens är uppkallad efter honom.

## Bilder

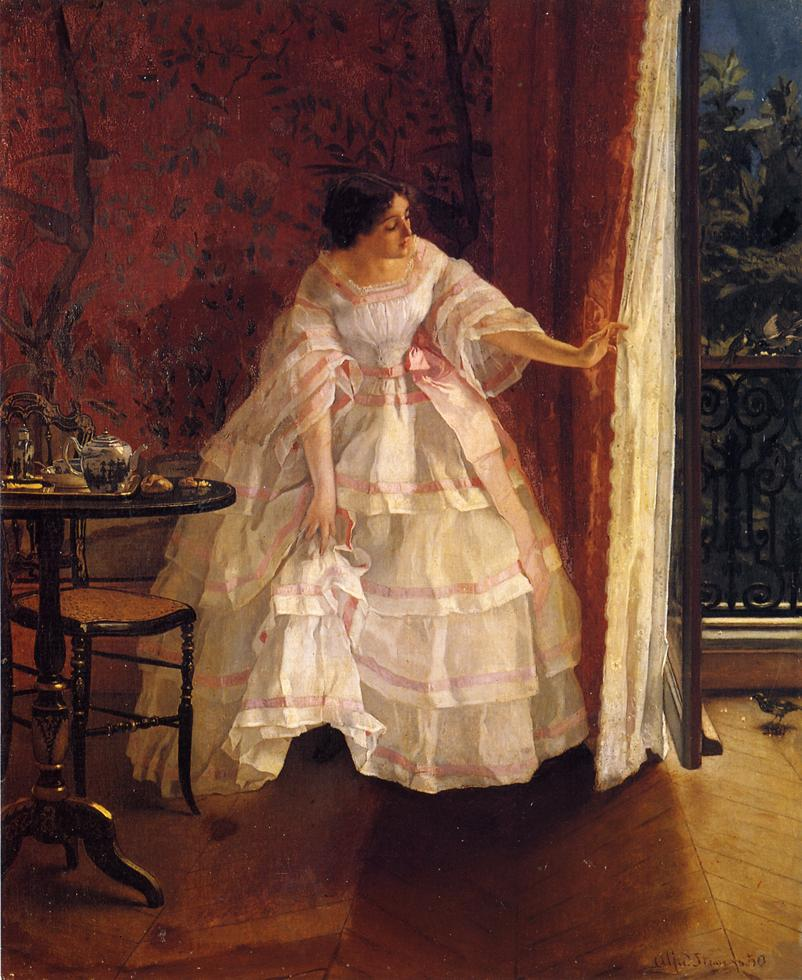
Dam vid fönster, matande fåglar (cirka 1859).
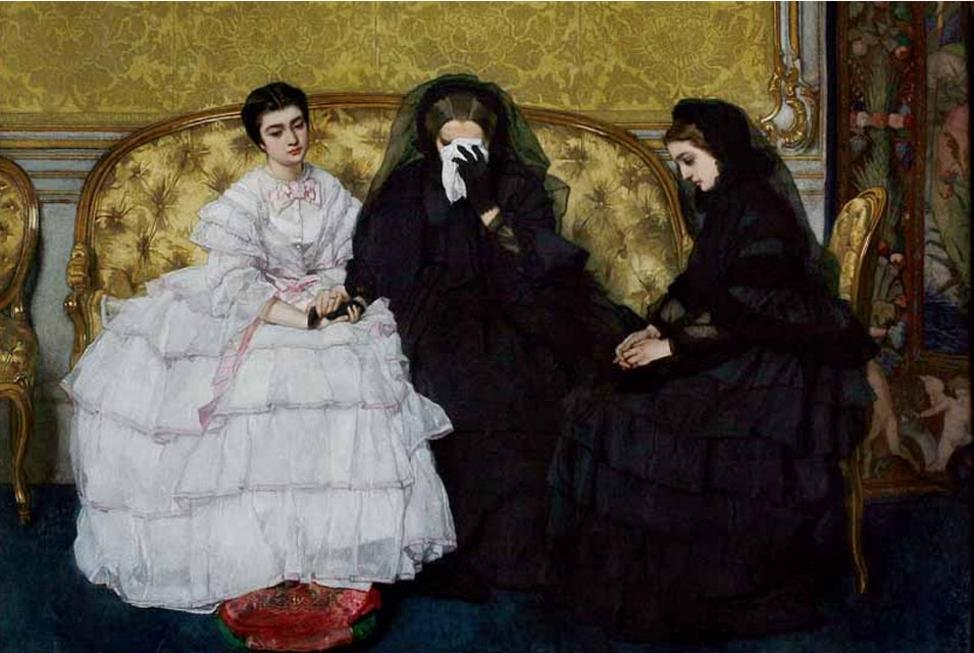
Tröst (1857).
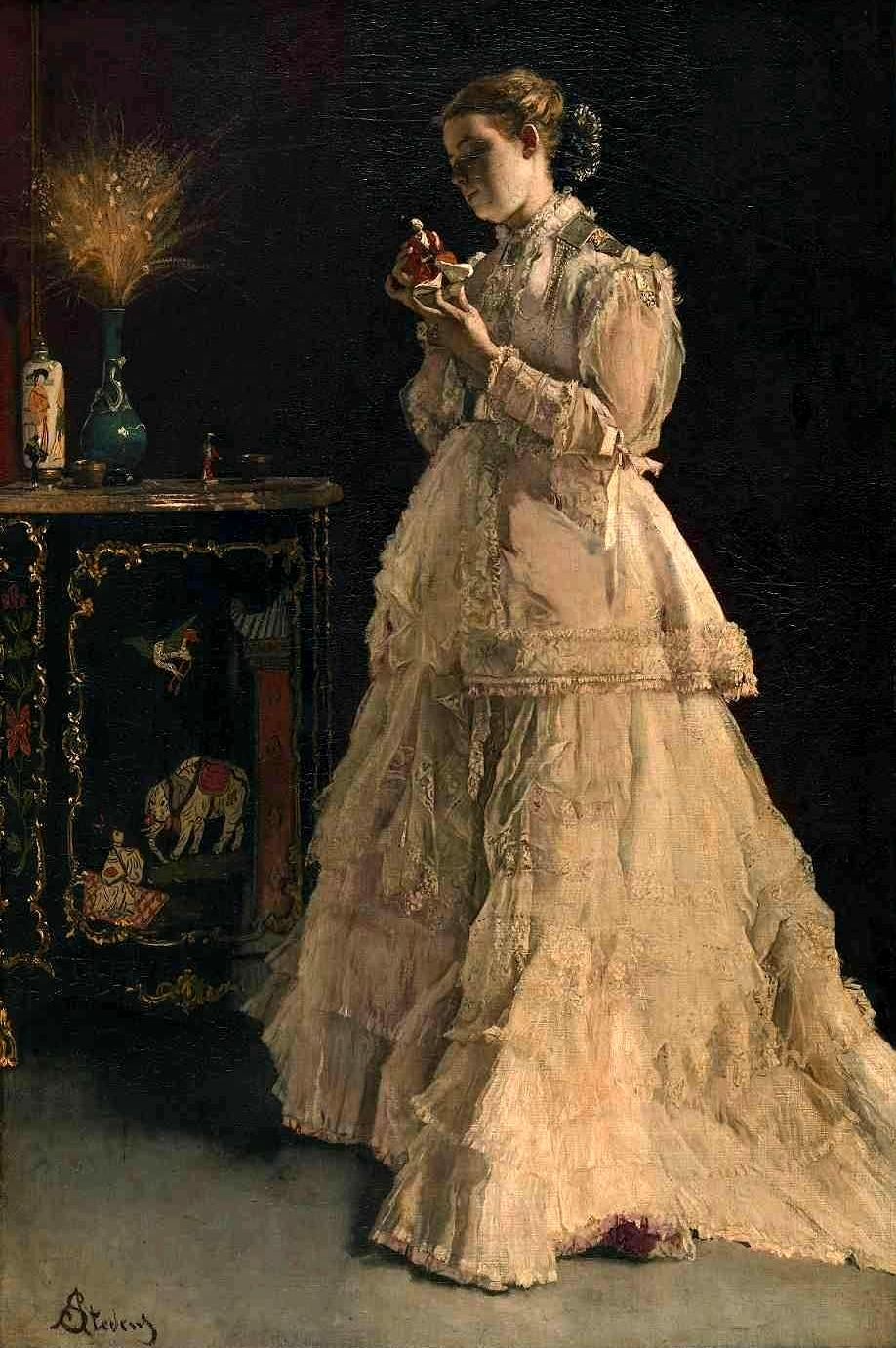
Dam i rosa (1857).
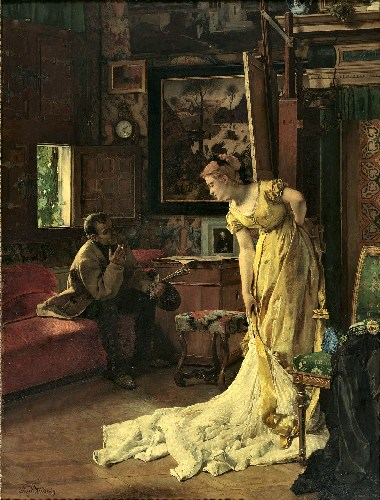
Ateljén (1869).